# SN 2007ot
SN 2007ot – supernowa typu Ia odkryta 12 października 2007 roku w galaktyce A003536-0013. W momencie odkrycia miała maksymalną jasność 23,00m.